# Réserve archéologique de Biskupin
Biskupin était une cité fortifiée protoslave de Pologne, appartenant à la civilisation lusacienne, au IVe siècle av. J.-C., découverte en 1933 à Biskupin.
Biskupin est alors habitée par des agriculteurs pratiquant la culture sur brûlis et un élevage développé, maîtrisant les techniques de la céramique et de la menuiserie, utilisant le fer pour les armes et certains outils. Ils pratiquent la crémation de leurs morts et en conservent les cendres dans des urnes entourées de vases contenant de la nourriture, des boissons, le tout recouvert par un petit tertre. Dès cette époque existe une hiérarchie militaire illustrée par les grandes maisons claniques de la forteresse, mais aussi par des tombes isolées à grand tumulus.
En 1932, au cours de l'une de ses promenades autour du lac de Biskupin, l'instituteur Walenty Szwajcer remarque la présence de fragments de poterie ainsi que des pieux de bois émergeant de l'eau. Au printemps de la même année, il procède au détournement partiel de la rivière Gąsawka, qui alimente le lac, avec pour résultat un abaissement de plusieurs centimètres du niveau d'eau, révélant quantité d'objets. Szwajcer a commencé à recueillir les restes, puis de les décrire en publiant ses découvertes. Il écrit au professeur  Józef Kostrzewski, qui décide d'étudier la zone. En 1933, le site archéologique de Biskupin est donc mis au jour. Dès lors, sont entrepris de nombreux travaux de fouille (après asséchement localisé de la zone), suivis de près par les archéologues Zdzisław Rajewski et Józef Kostrzewski. Une reconstitution partielle (muraille de protection et quelques habitations) permet au public de visiter le site initial, complété par la reconstitution d’habitations de différentes époques.

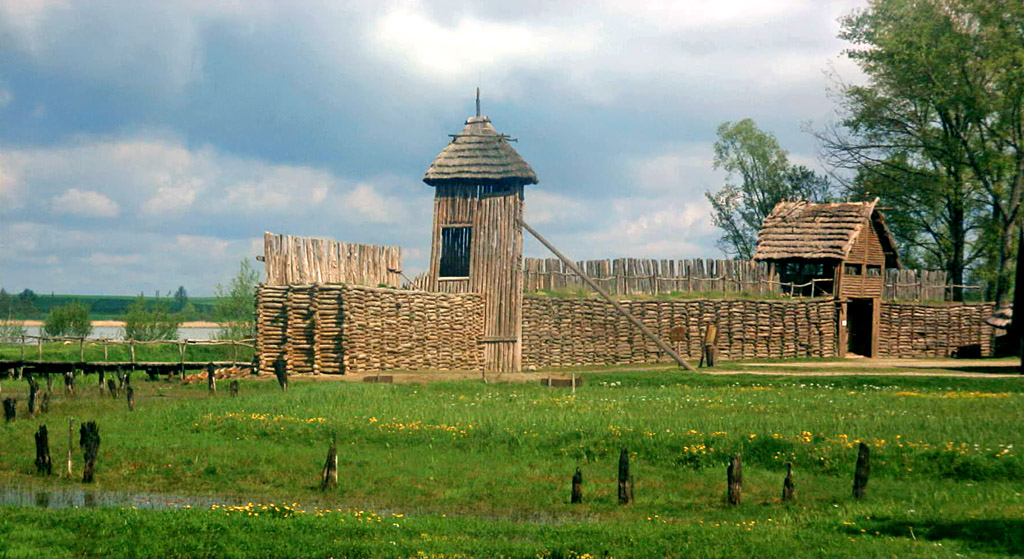
Vue des murailles reconstituées dans le prolongement des restes de la fortification d’époque.
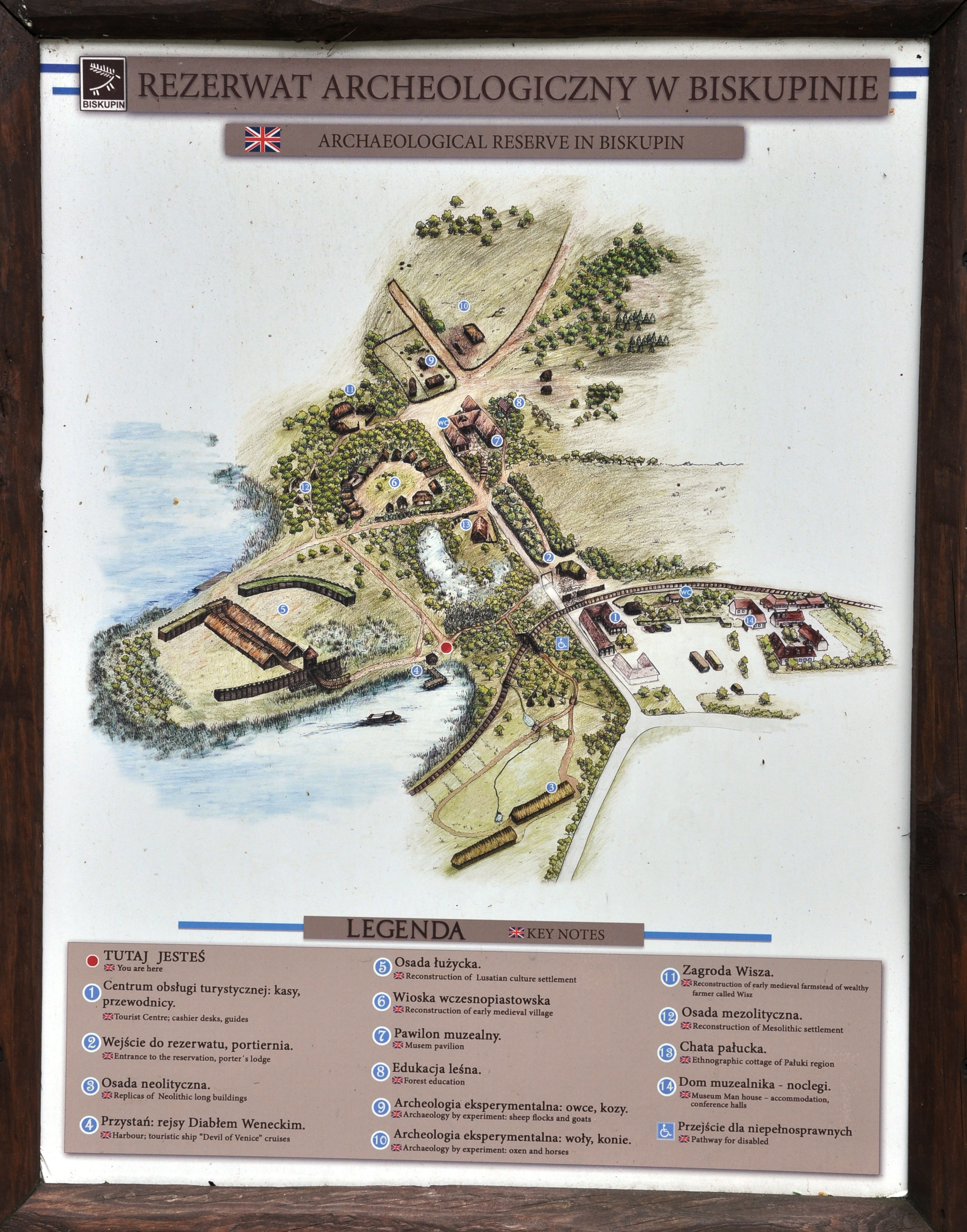
Plan du site archéologique ouvert au public. En 5 se trouve la cité fortifiée.
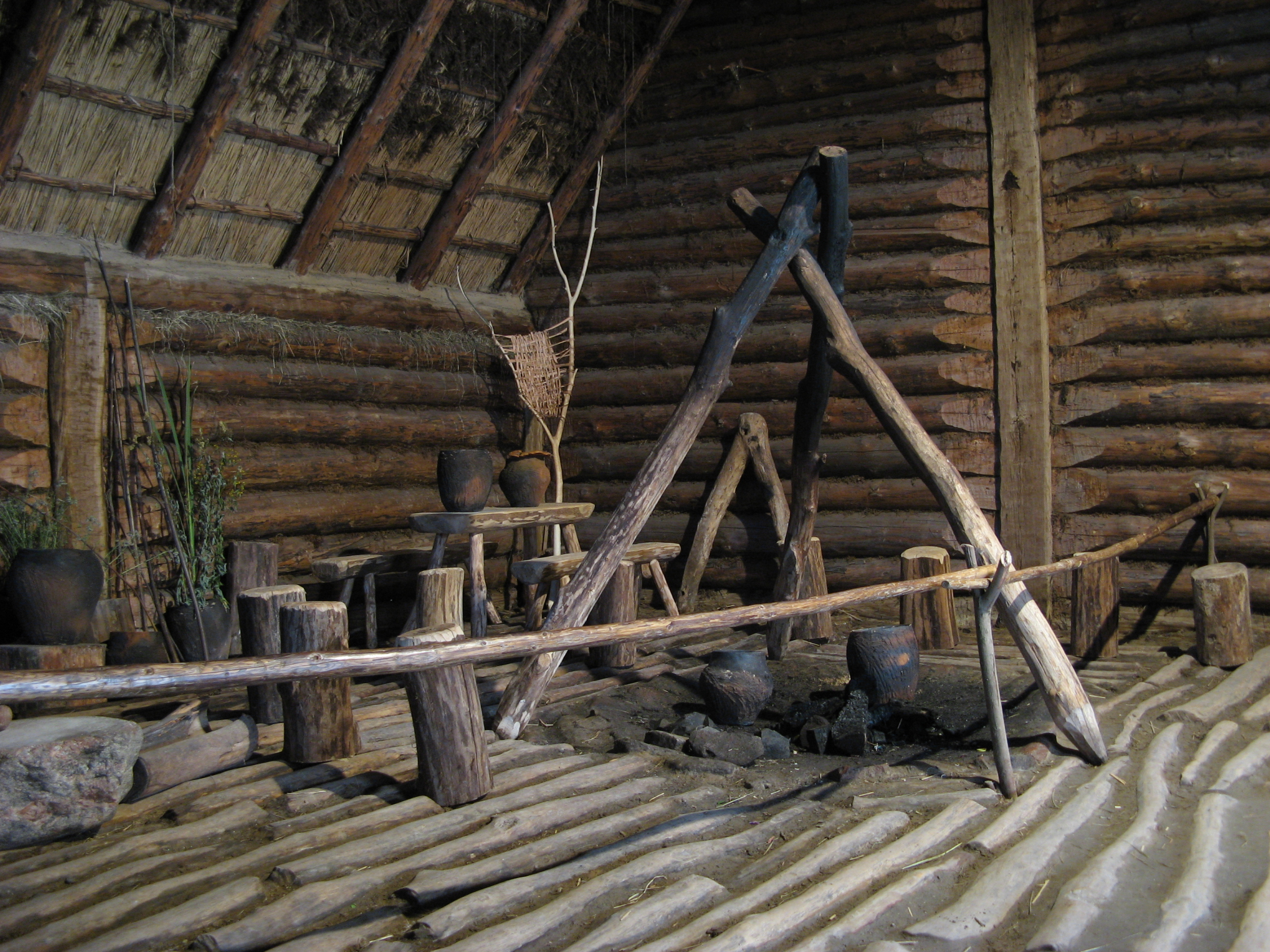
Foyer d’une habitation traditionnelle.

En 2002, sur le site archéologique, Jerzy Hoffman tourne son film Stara baśń. Kiedy słońce było bogiem.
En 2006, le site est récompensé par le concours Europa Nostra en recevant la médaille Europa Nostra.